# Джордж, Эмери Эдвард
Эмери Эдвард Джордж (англ. Emery Edward George; род. 8 мая 1933, Будапешт) — американский литературовед, поэт и драматург венгерского происхождения.
В США с 1946 г., в 1954 г. получил американское гражданство. Окончил Мичиганский университет, с 1966 г. преподавал там же. С 1975 г. профессор германистики и сотрудник Центра русских и восточноевропейских исследований; в том же году стал первым главным редактором журнала Michigan Germanic studies. С 1988 г. почётный профессор.
Опубликовал монографию «Поэзия Миклоша Радноти» (англ. The Poetry of Miklós Radnóti; 1986). Автор двух книг о Гёльдерлине и соредактор его собрания сочинений (1986). Составитель антологии «Современная восточноевропейская поэзия» (англ. Contemporary East European Poetry; 1983, издательство Ardis Publishing), расширенное переиздание выпущено в 1993 г. в Oxford University Press. Автор ряда пьес, в том числе триогии «Ифигения в Аушвице», «Ифигения в Ченстохове» и «Ифигения на Манхэттене», и нескольких стихотворных сборников, в том числе книги «Чёрный Иисус» (англ. Black Jesus; 1974), посвящённой Мартину Лютеру Кингу. Составил и перевёл на английский язык книгу избранных стихотворений Яноша Пилинского.